# Кордюков, Владимир Петрович
Владимир Петрович Кордюков (4 августа 1953, Красное-на-Волге, Костромская область — 15 июля 2009) — советский и российский ювелир, художник, график и скульптор.

## Биография
Родился 4 августа 1953 года в селе Красное-на-Волге Костромской области в семье потомственных ювелиров. Поступил в Красносельское художественно-промышленное училище при Петербургском училище барона Штиглица (1968—1972) на мастера по художественной обработке металла.
Подготовку по рисунку получил дома — первым учителем стал его отец Пётр Михайлович.
Преподаватель — Николай Павлович Косенков — ленинградский художник-монументалист, выпускник высшего училища им. В. И. Мухиной.
В 1977 г. Владимир Кордюков был принят в объединение молодых художников и искусствоведов при союзе художников СССР Костромской организации Союза художников. С Волги он уехал в сибирский город Томск, где требовались художники подобного профиля. Работал в мастерских художественного фонда РСФСР, выполнял по индивидуальным заказам кубки, люстры ручной работы. Создавал произведения ювелирного искусства, участвовал в художественных выставках сибирского края и Москвы. В 1985 году вступил в члены творческого Союза художников РСФСР. В 1987 году переехал в Вологду, где постоянно жил и работал до 2003 года.
Участник областных, межрегиональных, международных, всероссийских, всесоюзных, художественных выставок с 1970 года.
Позже переехал в Санкт-Петербург.
Скончался 15 июля 2009 года.

## Техника работы
Потомственный ювелир. Работал в традициях классического ювелирного искусства, одновременно уделял много внимания поиску новых современных форм в пластике металла, камня. Любил экспериментировать.
Когда нет возможности купить холст, а очень хочется создавать, то Владимир Петрович находил любые средства, любой материал в его руках превращался в искусство. Коллажи из бумаги, коллажи из ткани, коллажи в кровельном железе, коллажи из музыкальных инструментов… Форма и содержание работ Кордюкова часто были продиктованы материалом, который у него был в 90-е годы. 
Совместно с В. Д. Веселовой создал ряд экспериментальных ювелирных изделий из металла и кружева.
С 1990-х годов осваивал живопись маслом, коллажи, скульптуру и редкую технику — энкаустическая живопись. Занимался графикой — пастели, акварели, монотипии и декоративно-абстрактными композициями в стилистике новых художественных направлений искусства XX века.
Является автором главного приза «Золотая маска», фестиваля «Голоса истории», проходящего в г. Вологде.
Произведения художника находятся в коллекциях Вологодской картинной галереи, Вологодском государственном историко-архитектурном художественном музее, Государственном Русском музее, в художественных музеях Костромы, Сокола, Ярославля, Томска, Красноярска, Барнаула, Пскова; в музее Метрополитен, Нью-Йорк, США, в музее Сеула, Южная Корея; в частных собраниях в России, Финляндии, Германии, Франции, Бельгии, Хорватии, Чехии, США.
Прижизненная коллекция произведений Кордюкова по предварительной оценке включает более 2000 произведений традиционных медиа, выполненных в период с 1980 по 2009 годы. Основные места временного хранения коллекции: Санкт-Петербург, Вологда. С 2009 г коллекцией занимается сын художника Глеб Владимирович Кордюков.

## Наследие
- 2022 — «Владимир Кордюков. Коллаж как единство разнообразия», мультимедийный проект, арт-пространство Fabrica, Благовещенская, 53, Вологда[3].

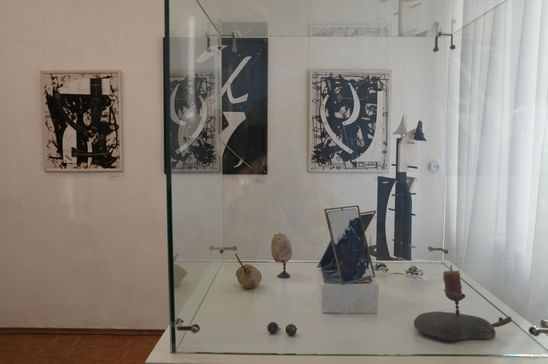
Вид экспозиции произведений Владимира Кордюкова в МБУК ДМР ЯО «Центр сохранения и развития культуры»

- 2022 — «Выставка Владимира Кордюкова». «Центр сохранения и развития культуры» Даниловского района Ярославской области[4].
- 2022-2023 — «Бумажный рубеж», арт-отель DOMINA, наб. р. Мойки, 99, Санкт-Петербург[5][6][7][8].
- 09-2023 — «Гармония контрастов: Владимир Кордюков и Елена Копейкина». Кириллов, Кирилло-Белозерский музей-заповедник[9][10][11][12][13][14][15][16].

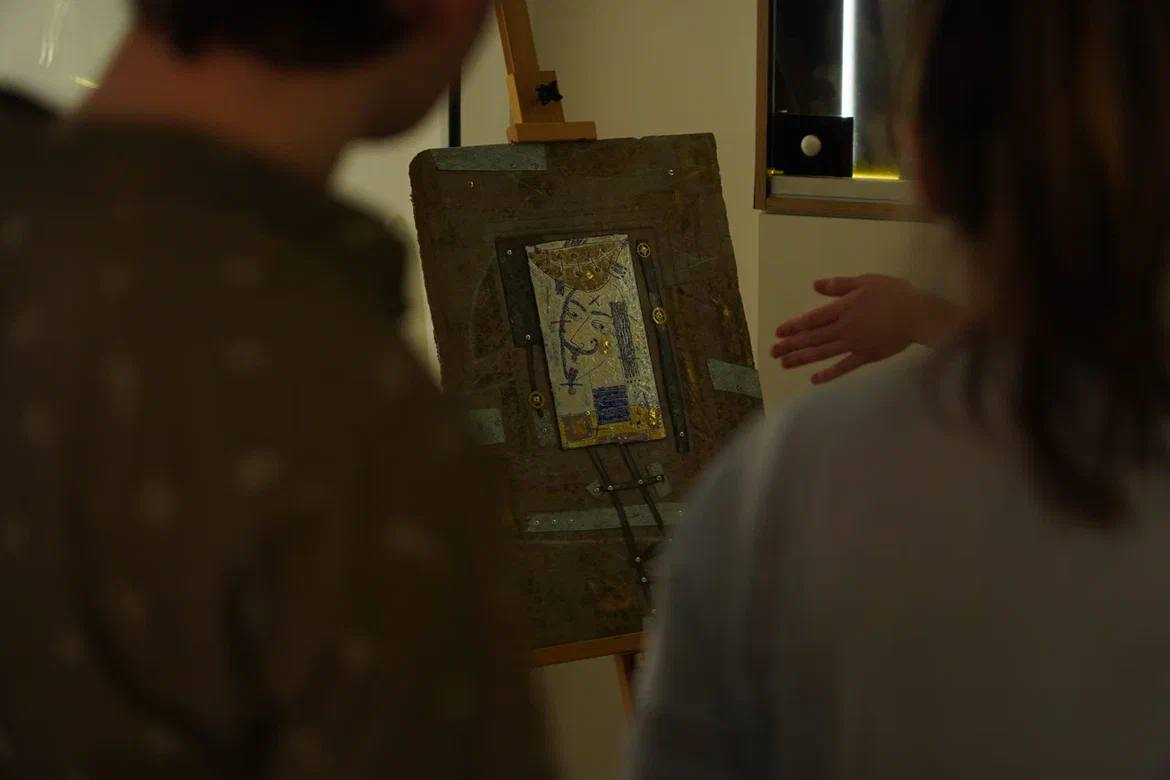
Открытие выставки Владимира Кордюкова «Образы на белом» в арт-резиденции «Шкаф» 20/01/2023

- 2023 — «Образы на белом». Библиотека и арт-резиденция «Шкаф», ул. Маршала Tухачевского, 31Б, Санкт-Петербург[17][18][19].
- 2023 — «Юбилейная выставка произведений Владимира Петровича Кордюкова». Вологодский камерный драматический театр, ул. Мира, 20, Вологда[20].